# Hydractinia borealis
Hydractinia borealis är en nässeldjursart som först beskrevs av Mayer 1900.  Hydractinia borealis ingår i släktet Hydractinia och familjen Hydractiniidae. Inga underarter finns listade i Catalogue of Life.